# Randolph Morris
Randolph Morris (Houston, 2 de janeiro de 1986) é um basquetebolista profissional norte-americano, atualmente joga no Beijing Ducks da Chinese Basketball Association.